# Camamilla romana
La camamilla romana (Chamaemelum nobile), és una planta amb flors bianual de la família de les asteràcies, abundant a casa nostra. S'empra en infusions per les seves propietats medicinals. Posseeix unes flors molt clares i dobles d'un perfum molt intens.
Addicionalment pot rebre els noms de camamilla, camamilla d'Urgell, camamilla fina, camamil·la romana, camamilla vera, espernallac i majoles. També s'han recollit les variants lingüístiques camamirla, camamirla fina i camomilla de Urgell.

## Sinonimia
- Anthemis nobilis L.
- Anthemis odorata Lam.
- Chamomilla nobilis (L.) Godr.
- Matricaria nobilis (L.) Baill.
- Ormenis nobilis (L.) J. Gay ex Coss. & Germ.

## Etimologia
Chamae'melum ve del grec. chamai significa baix i nan, i melon significa poma, volent dir, poma de la terra. No'bile també ve del grec i significa notable.
La paraula camomila significa matriu. Es diu popularment que aquesta planta és bona per aquest òrgan femení.

## Ecologia
És originària d'Europa occidental (excepte Holanda) i del nord d'Àsia, encara que antigament creixia en abundància a Grècia per motius ornamentals, medicinals i per formar gespes.
Va ser introduïda a Europa central, Itàlia, Bulgària i la Unió Soviètica i actualment també es troba naturalitzada a la major part dels Estats Units.
S'estén per gran part de la Península essent menys freqüent al nord-est, est i sud-est d'aquesta.
El seu hàbitat són els prats i els llocs herbosos, com també els sòls arenosos i amb sílice i els prats secs. Viu en terra de pasturatge i sòls calcigats.
Aquesta espècie necessita estacions càlides amb climes temperats pel seu desenvolupament, però suporta bé les gelades, la sequera, la falta de nutrients i elevades concentracions d'alcalins.

## Descripció

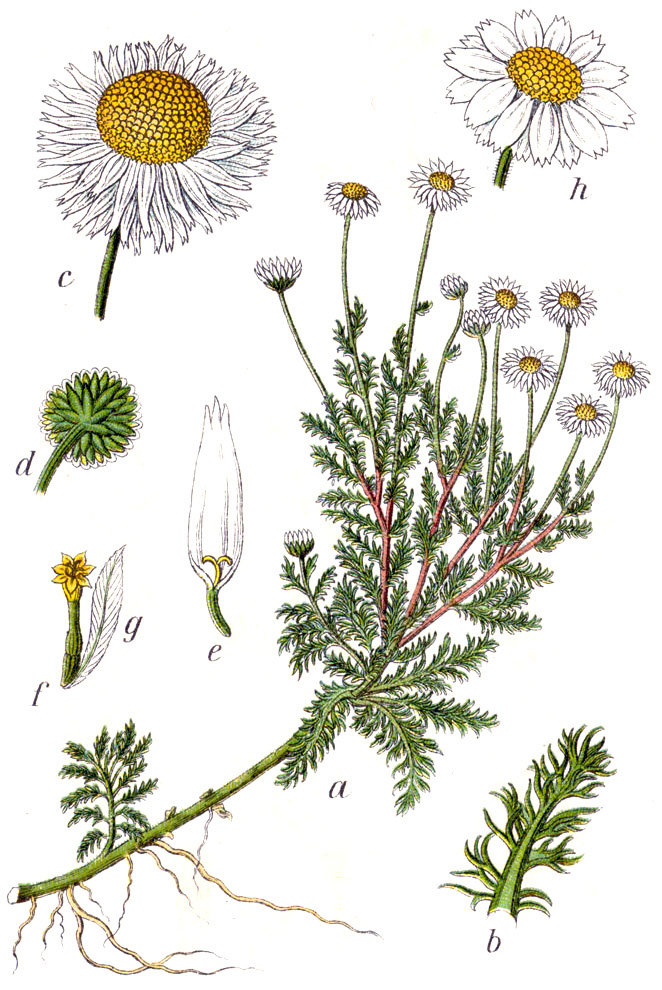
Il·lustració de 1796 del llibre Deutschlands Flora in Abbildungen

Planta herbàcia de la família de les asteràcies. Hermafrodita, perenne i vivaç. Forma mates denses d'uns 30-40 cm d'alçada, amb un involucre de 2,5 mm amb unes bràctees membranoses àmpliament argentades disposades en 2 fileres oblongues amb marges escarificats i brillants. El rizoma, és molt ramificat, amb unes tiges ramoses, estriades i velloses.
La tija és més o menys prostrada, llenyosa, ascendent o erecta i ramificada. Té un tall transversal, arrodonit i buit a l'interior, a la superfície del qual apareixen molts pèls, cosa que li dona un color verdós blanquinós. Aquests pèls poden ser unicel·lulars o bé pluricel·lulars seriats, formats per 3-4 cèl·lules curtes amb una de terminal molt llarga. Apareixen també pèls glandulars pluricel·lulars.
Les fulles són retallades, piloses, petites, alternes, bi o tripinnatisectes, caulinars i dividides en lacínies linears. Són velloses, de contorn el·líptic i oblong, de 2 a 4 cm de longitud i planes amb no més de 10 parells de segments primaris. Les basals són llargament peciolades i les superiors són sèssils. Són de color verd clar per l'anvers i grisenc pel revers.
Les flors del disc són grogues, tubulars, amb la base eixamplada cobrint l'àpex de l'aqueni. Es troben sobre receptacles cònics, agrupades en capítols grocs, terminals i solitaris d'1-2 cm de diàmetre. Les lígules d'aquests capítols són blanques, femenines, desplegades i presenten 2-3 dents. Tenen una longitud d'uns 10 mm.
La corol·la de les flors presenta un apèndix petit a la base, que posteriorment recobreix l'extrem del fruit. Al seu interior trobem un ovari ínfer del qual surt un estil bífid.
L'epicalze es forma per 2-3 fileres de bràctees lanceolades o espatulades, amb un marge membranós i gruixut. El receptacle conté al seu interior un làtex.
A les varietats silvestres, les flors del radi són femenines i les del disc andrògines, mentre que varietats cultivades solen estar mancades de les flors del disc i tenen flors del radi estèrils.
El capítol es forma per un parènquima extern de cèl·lules densament unides. Al seu interior apareix un parènquima esponjós, amb buits intercel·lulars pels quals circulen vasos conductors que arriben fins al punt d'inserció de les fulles.
El fruit és un aqueni molt petit lleugerament comprimit d'entre 1 i 1,5 mm de llarg, amb 3 tires a la cara interna i de color marró clar, amb la superfície llisa. Els manca el vil·là. També es podria donar que les flors del disc o les del radi no hi fossin.

## Farmacologia

### Composició
- Oli essencial (0,4-2,5%). Es forma bàsicament pels èsters d'àcid angèlic o tíglic amb n-butanol, isobutanol, alcohol isoamílic o 3-metil-pentanol. El component majoritari és el n-butil-angelato. També apareixen traces de sesquiterpenos amb camazulè, bisabolol, pinocarvona i pinocarvenol.
- Lactones sesquiterpèniues amargues. Principalment del tipus dels germacranòlids, com nobilina, junt amb 3-epinobilina, 1,10-epoxinobilina, 3-deshidronobilina, que pot transformar-se en 1-ß-hidroperoxi-isonobilina i 4-alfa-hidroperoxi-manòlit.
- Flavonoides. Apareixen flavones lliures com l'apigenina o la luteolina, i els seus heteròsids, com antemòsid i cosmosiòsid (d'apegenina) i 7-0-glucosil-luteolina.
- Derivats de l'àcid cinàmic. Àcid cafèic i ferúlic.
- Cumarines. Apareixen hidroxicumarines com la escopoletina i 7-beta-glucòsid.
- Poliíns.
- Sals minerals (6-7%).

### Propietats
- L'oli essencial, molt aromàtic, és responsable de la seva acció espasmolítica, carminativa i aperitivo-eupèptica.
- La nobilina és un tònic amarg que produeix també un efecte aperitiu, eupèptic, colagog, i a més a més antisèptic i antiparasitari.
- El camazulè li confereix propietats antiinflamatories.

#### Acció i Mecanisme
- Digestiu: augmenta la producció de sucs gastrointestinals afavorint la digestió i el trànsit intestinal.
- Antiespasmòdic: produeix relaxació del múscul llis.
- Antiinflamatori: L'oli essencial és un potent antiinflamatori degut a les seves lactones sesquiterpèniques i flavonoides.[3]
- Antiúlcera pèptica: L'alfa-bisabolol redueix l'activitat proteolítica de la pepsina i exerceix un efecte protector enfront de la formació d'úlceres pèptiques per l'àcid acetilsalílic.
- Hipnòtic. Exerceix un lleuger efecte sedant per la presència d'apigenina, que és un agonista del receptor de benzodiazepines
- El camazulè inhibeix la 5-lipooxigenasa i la síntesi de leucotriè B4.
- L'apigenina bloqueja l'adhesió de leucòcits.

### Indicacions
- Dispèpsia (i síndromes associats com aerofàgia, flatulència, espasme abdominal, plenitud gàstrica'...)
- Meteorisme
- Nerviosisme (i estats associats com ansietat i insomni)
- Afeccions bucofaríngies (estomatitis i faringitis)
- Disquinèsies hepatobiliars
- Oxiuriasis (parasitosis intestinals)
- Dismenorrees
- Neuràlgies
- Blefaronconjuntivitis
- Neteja de ferides

### Contraindicacions
- En persones amb hipersensibilitat a aquesta espècie o qualsevol altra de la família de les compostes.
- Durant l'embaràs i la lactància, no és convenient usar-la en aquest estat degut a la possibilitat d'inducció d'avortaments espontanis pel seu efecte estrogènic. Aquests estrògens poden accedir a la llet materna i produir efectes adversos al lactant.
- Nens menors de 6 anys.
- Pacients amb gastritis, úlceres gastroduodenals, síndrome de l'intestí irritable, col·litis ulcerosa, malaltia de Crohn, hepatopaties, epilèpsia, Parkinson o altres malalties neurològiques.
- Pacients amb al·lèrgies respiratòries o amb hipersensibilitat coneguda a aquest o altres olis essencials.
- Pot afectar la capacitat per conduir i/o manejar maquinària negativament perquè pot produir somnolència. S'ha d'evitar manejar maquinària perillosa (incloent automòbils).

### Toxicitat
No es coneix cap efecte tòxic greu, però a dosis altes pot causar al·lèrgies dermatològiques (reaccions d'hipersensibilitats o dermatitis per contacte), nàusees, vòmits i vertigen.

## Observacions
Els capítols florals són la part utilitzada per fer les infusions, i es recomana recollir-los en un dia sec i solejat i assecar-los a l'ombra. Floreix a la primavera i a l'estiu.
Les infusions no s'han de deixar durant molt temps en aigua calenta i s'han de tapar bé per tal d'evitar que s'evaporin els olis essencials, ja que sinó disminuirien els efectes esperats.